# 江沛然
江沛然（1537年—？），字應吾，號涵齋，湖廣武昌府江夏縣民籍，黃州府黃岡縣人，明朝政治人物。

## 生平
隆庆元年（1567年）丁卯科湖廣鄉試第二十二名舉人。隆慶五年（1571年）中式辛未科會試第三十六名，三甲第二百一十五名進士。授陽山知縣。丁憂去職，服闕，萬曆二年（1574年）補吉水知縣，七年降二级用，八年降为庐州府经历，丁憂歸。十三年复除河南府经历，遷懷慶府推官，讞獄平反稱最，十四年陞南京都察院經歷，執法不阿。十六年陞南京戶部郎中，京察評為「浮躁」，二十一年降貴州布政司理問，二十三年升临江府通判，遷唐府审理正，隨即去官家居。

## 家族
曾祖江勝先；祖父江友仁；父江濟，母陶氏；繼母李氏。严侍下。兄浩然、自然。